# إسلام أباد (سميرم)
إسلام أباد هي قرية في مقاطعة سميرم، إيران. عدد سكان هذه القرية هو 326 في سنة 2006.